# Dzibilnocac
Dzibilnocac est un site archéologique maya situé dans la l'état mexicain de Campeche, au centre de la région des Chenes. C'est un site très étendu d'environ 1,32 km2.
John Lloyd Stephens et Frederick Catherwood visitèrent les ruines de Dzibilnocac proche de la ville de Iturbide, pendant leur expédition de 1841.

## Histoire
Les premiers indices d'occupation, par l'homme, du site remonte entre 500 et 50 ans avant notre ère.

## Structure principale
Bien que le site soit vaste, seule la structure A1 a été relativement préservée et restaurée. De nombreux amas de pierres jonchent le site. 
La structure A1 ou le Temple-Palais date de l'an 600 à 800 de notre ère, correspondant à la période classique tardif. Il s'agit d'une plate-forme d'environ 76 mètres de long par 30 de large sur laquelle se levaient deux tours encadrant une pyramide centrale alternées avec des chambres voûtées, desquelles ne subsiste que les extrémités. La partie occidentale, est une  sorte de tour couronnée par un faux temple auquel et adjoint un escalier factice. Les faux accès au temple sont représentées comme la bouche d'un énorme monstre. Les coins sont constitués de masques superposés de Chaac, dieu maya de la pluie.